# Sonora (řeka)
Sonora je řeka v Mexiku ve státě Sonora. Je 402 kilometrů dlouhá její povodí má rozlohu 28 950 km². V době povodní se vlévá v Kalifornském zálivu do Tichého oceánu, ovšem v době sucha se voda vypaří či vsákne dříve, než dosáhne pobřeží. Řeka protéká Hermosillem, hlavním městem státu Sonora, kde do ní zprava ústí řeka San Miguel. 